# Vibrissea microscopica
Vibrissea microscopica är en svampart som beskrevs av Berk. & Broome 1876. Vibrissea microscopica ingår i släktet Vibrissea och familjen Vibrisseaceae.   Inga underarter finns listade i Catalogue of Life.